# Ганиев, Дониёр Авазович
Дониёр Авазович Ганиев (узб. Doniyor Avazovich Ganiyev, род. 10 сентября 1988, Ферганская область, УзССР, СССР) — узбекский бухгалтер, Депутат Законодательной палаты Олий Мажлиса Республики Узбекистан. Является членом комитета по вопросам инновационного развития, информационной политики и информационных технологий. Член Либерально-демократической партии Узбекистана. Участник фракции Движения предпринимателей и деловых людей.

## Биография
Ганиев Дониёр Авазович родился в 1988 году в городе Маргилане, Ферганская область. Национальность — узбек. Образование — высшее. В 2012 году окончил Оксфордский университет Брукс (Великобритания). Специальность — Бухгалтерский учёт. Женат и имеет двоих детей. Трудовую деятельность свою начал в 2006 году сотрудником почтовой компании «Royal Mail» в Великобритании. С 2013 по 2015 год работал помощником главного бухгалтера британской маркетинговой компании в «Touch Local», в 2016 году был взят на должность специалиста в ферганском филиале «Алокабанк», а в 2016 по 2017 год на специалиста исполняющий обязанности директора Ферганского филиала Фонда поддержки экспорта субъектов малого бизнеса и частного предпринимательства, в 2017 по 2019 год являлся руководителем отдела, исполняющий обязанности начальника главного управления Государственного комитета по инвестициям Ферганской области. С 2019 года является первым заместителем начальника управления инвестиций и внешней торговли Ферганской области.